# Leptoneta convexa
Leptoneta convexa är en spindelart som beskrevs av Simon 1872. Leptoneta convexa ingår i släktet Leptoneta och familjen Leptonetidae.
Artens utbredningsområde är Frankrike. Utöver nominatformen finns också underarten L. c. aulotensis.